# Eden Fumagalli
Eden Fumagalli (Cambiago, 9 marzo 1891 – Monza, 21 novembre 1971) è stato un imprenditore italiano.
Fondò nel 1927 a Monza la piccola fabbrica Omef, specializzandola nella produzione delle lavabiancherie, grazie all'esperienza maturata dal figlio Enzo negli Stati Uniti; l'azienda familiare, divenuta Candy, dagli anni cinquanta fu una protagonista sul mercato interno e internazionale.

## Biografia
Nacque nel 1891 a Cambiago, dove il padre era un oste. Cominciò a lavorare all'età di quattordici anni come apprendista meccanico mentre frequentava corsi serali di elettrotecnica: intorno al 1905 entrò, in qualità di apprendista, in una delle tante officine metalmeccaniche che a cavallo del secolo si svilupparono nell'area milanese e brianzola. Nel 1911, durante il servizio di leva, partecipò alla guerra di Libia in qualità di addetto all'officina del parco genio e artiglieria di Bengasi, dove mise a frutto la sua esperienza di progettista meccanico partecipando alla realizzazione di infrastrutture necessarie alle truppe d'occupazione coloniale.
Nel 1922 Fumagalli avviò una piccola attività di costruzioni e lavorazioni meccaniche a Monza. Nel 1927 aprirono i battenti le Officine meccaniche Eden Fumagalli (Omef), dedite in prevalenza alla meccanica strumentale (morse parallele, frese, maschi, rettificatrici) e, in generale, alle macchine utensili. Tali produzioni, che trovarono un ampio riscontro nella crescente domanda da parte delle aziende manifatturiere della zona – in particolare tessili –, restarono il perno dell'attività delle Omef per tutto il periodo fra le due guerre: l'impresa, da officina con quattro-cinque addetti giunse, nel 1940, a contare quasi un centinaio di dipendenti. 
Al talento tecnico di Fumagalli vanno ascritti i principali brevetti ottenuti dall'azienda in questo periodo (apparecchio per fresatura e rettificatura di filettature, 1938; piattaforma inclinabile e girevole per macchine utensili, 1941). Dall'esperienza accumulata nella costruzione di macchine utensili nacque inoltre nel 1932 la EFM 504, una macchina per uso industriale che lavava e asciugava la biancheria.
Gli anni della Seconda guerra mondiale si rivelarono fondamentali per i futuri destini dell'azienda. Il figlio secondogenito di Fumagalli, Enzo (1919-1967), durante il periodo di prigionia negli Stati Uniti ebbe la possibilità di esaminare da vicino le lavabiancheria elettriche, già ampiamente diffuse presso le famiglie americane; una volta ritornato in Italia, trasmise al padre preziose informazioni. Con la collaborazione del primogenito Niso (1918-90), disegnatore tecnico, Fumagalli poté così sviluppare una serie di prototipi di lavabiancheria semiautomatica per uso domestico, con l'obiettivo di proporre presto sul mercato nazionale un prodotto capace di unire affidabilità, efficienza ed economicità nei consumi, a un prezzo contenuto. Niso, che da giovane si era iscritto al Politecnico, era molto dotato per tutto ciò che era meccanico e ben presto divenne il responsabile della progettazione.
Alla Fiera di Milano del 1946 le Omef presentarono la prima lavatrice semiautomatica interamente progettata e prodotta in Italia, la Candy 50 (il nome deriva da una canzonetta in voga in quegli anni), insieme con una lavastoviglie prodotta in piccola serie sperimentale. 
La bilancia commerciale del comparto registrò, a partire dai primi anni sessanta, saldi costantemente positivi e in rapido aumento: si profilava l'affermazione dell'elettrodomestico italiano nel mondo, grazie a un rapporto qualità/prezzo molto favorevole, in grado di competere con l'agguerrita concorrenza tedesca e statunitense. L'ampliamento del mercato nazionale e internazionale richiedeva ai produttori notevoli investimenti nelle strutture produttive e nella rete distributiva, provocando l'avvio di un rapido processo di concentrazione dell'intero settore. Nel segmento delle lavabiancheria, i produttori, che erano passati dai cinque del 1953 agli oltre 50 del 1960, si ridussero a 18 alla metà degli anni sessanta, quando la quota di mercato dei primi sei oltrepassò il 90%. La concorrenza sempre più accesa impose inoltre alle aziende strategie di contenimento dei costi e di differenziazione del prodotto (centrifughe regolabili, prelavaggio, programmi differenziati a seconda dei capi di abbigliamento).
Con altre aziende produttrici di elettrodomestici “bianchi” - Zanussi, Ignis, Indesit, Zoppas, Philco, Castor - anche la Candy di Fumagalli adeguò le proprie strutture alle nuove esigenze espresse dal mercato, diversificando la gamma e sviluppando nel contempo una strategia espansiva sui mercati europei di Francia, Germania e Spagna. Nel nuovo stabilimento di Brugherio, vicino a Milano, inaugurato nel 1961, lavorarono più di 500 dipendenti: venne sviluppata la produzione in serie delle lavatrici (con una produzione giornaliera ormai vicina alle 2.500 unità e si realizzò, nel 1966, l'ingresso dell'azienda brianzola nel mercato delle lavastoviglie, uno fra gli elettrodomestici meno diffusi (solo il 2% delle famiglie italiane in quegli anni ne possedeva una), dando corpo a un vecchio progetto di Fumagalli, che già nell'aprile del 1949 aveva brevettato una «macchina per il lavaggio, la risciacquatura e l'asciugatura di stoviglie, posaterie e vasellame da cucina eseguente l'intero ciclo delle operazioni in modo totalmente automatico». Alla fine degli anni sessanta iniziò la produzione dei condizionatori d'aria (anche in questo caso già esisteva un brevetto di Fumagalli risalente al 1948).
Il nucleo produttivo dell'azienda restò comunque la lavatrice: nel corso di tutti gli anni cinquanta e sessanta la Candy mantenne saldamente la leadership del mercato nazionale delle lavabiancheria, fruendo di una posizione di vantaggio in un mercato che, fra nuovi acquisti e sostituzioni, andava costantemente espandendosi.
Imprenditore dalla forte personalità accentratrice, Fumagalli si trovò nella necessità di gestire la complessità organizzativa conseguente alla crescita dimensionale degli anni sessanta con un previdente decentramento delle responsabilità direttive in ambito strettamente familiare. La struttura organizzativa della Candy venne divisa per funzioni: a Niso venne delegata la funzione di progettazione e realizzazione tecnica, a Enzo quella commerciale e a Peppino quella amministrativa; a Oreste Gagetti, marito di Alma, la terzogenita, fu affidata la gestione dei rapporti con l'estero.
Fumagalli, oramai settantenne, rivestì negli anni sessanta un ruolo di sempre minore responsabilità diretta all'interno dell'azienda, mentre mantenne per sé il titolo di presidente onorario. Il controllo azionario dell'azienda rimase, com'era del resto caratteristica generale delle aziende del settore, solidamente nelle mani del fondatore e dei familiari. 
A Fumagalli nel 1966 venne conferito il premio «Dalla gavetta» dal Circolo della stampa di Milano, riservato a personaggi del mondo imprenditoriale nazionale capaci di rappresentare il mito del capitano d'industria dalle umili origini. La presenza della Candy nel tessuto sociale locale manifestò un progressivo radicamento: nel 1967 è intitolata a Fumagalli la via in cui sorgeva lo stabilimento di Brugherio, mentre numerosi furono gli interventi dell'imprenditore nelle occasioni che coinvolgevaono la socialità locale attraverso le sponsorizzazioni sportive e la promozione di varie iniziative pubbliche e di beneficenza. Fumagalli morì a Monza alla fine del 1971.